# فین هولسینگ
فین هولسینگ (انگلیسی: Finn Holsing؛ زادهٔ ۹ اوت ۱۹۸۳) بازیکن فوتبال اهل آلمان است.
از باشگاه‌هایی که در آن بازی کرده‌است می‌توان به باشگاه فوتبال آینتراخت برانشوایگ، باشگاه فوتبال روت‌وایس اسن، و باشگاه فوتبال آرمینیا بیله‌فلد اشاره کرد.